# Sceiccato di Hadrami
Lo Sceiccato di Hadrami (in arabo: مشيخة الحضرمي ), o Maktab Al Hadharem (in arabo: مكتب الحضارم ), o anche Al Hadharem (in arabo: الحضارم ), fu uno dei cinque sceiccati del Sultanato di Yafa Superiore. Il paese era diviso in quattro parti: Sinaani (سناني), Bal Hay (بلحأي), Thuluthi (ثلثي) e Marfadi (مرفدي). La capitale dello sceiccato era il villaggio di Al-Shibr (in arabo : قرية الشبر ), che si trova nel quartiere Sinaani.

## Storia
Lo Stato venne soppresso il 14 agosto 1967 alla fondazione della Repubblica Democratica Popolare dello Yemen. Nel 1990 entrò a far parte dello Yemen.

## Elenco degli sceicchi
I regnanti portavano il titolo di Shaykh al-Mashyakha al-`Awlaqiyya al-`Ulya.
- Ghalib al-Hadrami (1820 - 1850)
- Muhammad ibn Ghalib al-Hadrami (1850 - 1870)
- Muhsin ibn Ghalib al-Hadrami (1870 - 1900)
- Muhsin ibn al-Muhsin Hadrami (1900 - 1915)
- Nasi ibn al-Muhsin Hadrami (1915 - 1945)
- Muhammad ibn Muhsin al Hadrami (1945 - 1958)
- `Abd Allah ibn Muhammad al-Hadrami (1958 - 1959)
- 'Abd al-Qawi ibn Muhammad al-Hadrami (1959 - 1967)